# Шкіряні шпалери
Шкіряні шпалери  — один з різновидів декору стін у інтер'єрах з давнини до сьогодення.

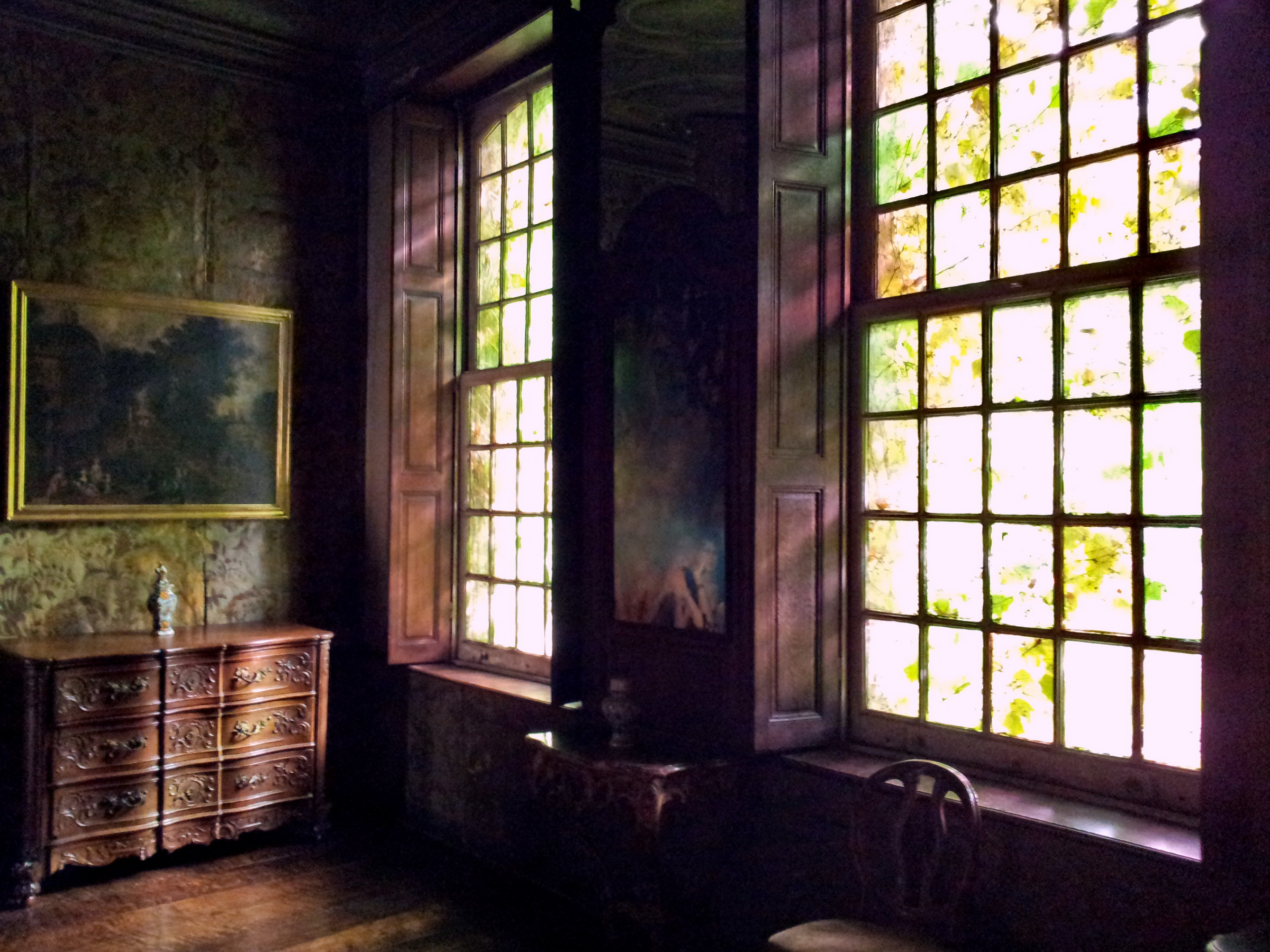
Музей Ансембур, Льєж, Бельгія. Зала Анрі Жана Енне. Розфарбовані шкіряні шпалери.

## Історія
Люди з давнини використовували природні ресурси, хоч каміння, хоч шкіри вбитих тварин. З життя африканських племен відомо, що мисливці використовували шкіри тварин як одяг та намотували на руки при полюванні на дрібних хижаків як захист від кігтів. Згодом прийшла думка натягати шкіри на каркас з деревини, що спричинило появу примітивних щитів. Почався процес удосконалення щитів, одного з видів захисту від холодної зброї як обладунок вояка. Прагнення прикрасити як власне помешкання, так і щити, привело до оздоб і житла, і щитів, і одягу. Використання шкіри убитих тварин набуло традиції, що супроводжувала людство впродовж довгих століть.

## Декоративні шкіри в середньовіччі
Існувало декілька центрів обробки шкіри тварин, де мешкали мисливці, а потім і кочівники-скотарі. Серед цих центрів — Північна Африка. Так, традицію обробки та декорування шкіри тварин на півень сучасної Іспанії перенесли вихідці з Північної Африки ще у дев'ятому ст. Відомий середньовічний центр обробки шкіри тварин сформувався у арабському тоді місті Кордова. Майстри Кордови використовували шкіри вбитих кіз та обробляли їх рослинними речовинами для дубіння. Що тільки не використовували для рослинного дубіння (насіння акацій, жолуді дубів, кору сосен та каштанів і навіть яблуні.) Декоративні шкіри з Кордови ширилися Піренеями та перетнули кордони тодішніх держав і потрапили у країни середньовічної Європи. Вони були настільки довершеними, що за місцем їх виготовлення вироби почали називати «кордобан». Експорт шкіряних виробів зростав і дійшло до того, що всі вироби зі шкіри з Іспанії почали називати «кордобан», хоча були і інші центри обробки та декорування шкір в арабській Іспанії (не такі довершені як в Кордові). Так, у 1316 році в середньовічній Барселоні вже існувала гільдія майстрів з виготовлення «кордобан».

## Технології декорування
Технології декорування шкіри мали проміжне місце між шитвом та живописом. Згодом додалися і технології, що використовували ювеліри при праці з металами, серед них —
- гравіювання
- аплікація (декор)
- інтарсія
- мозаїка з шматочків шкіри[1]
- розфарбування (чорними або кольоровими фарбами)
- обробка різноманітними штампами (штампування)[1]

## Золочені шкіряні шпалери

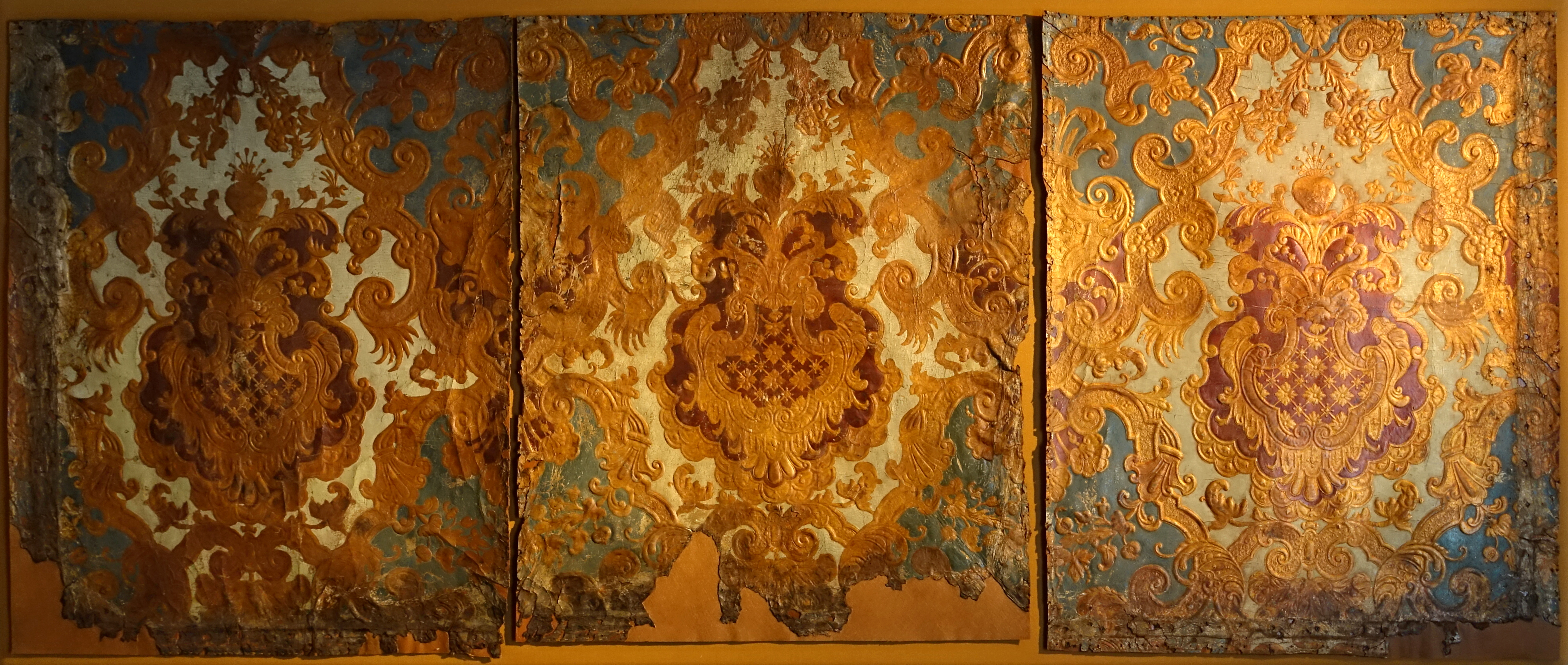
Збережені шматки золочених шпалер, Коімбра, музей

Надзвичайно поширена традиція створення різноманітних орнаментів та фініментів в арабській культурі прийшла і в декор шкіряних виробів. З якогось періоду популярні візерунки були перенесені з коштовних тканин і на шкіри. В декор шкіряних виробів прийшли тонкі пластини коштовного срібла (або навіть золота) різних форм, що додало їм мерехтливого світла. Хтось запропонував не використовувати коштовне золото, а заміняти його сріблом, а весь шмат шкіряного виробу фарбувати жовтими та жовтогарячими лаками-фарбами. Так вдалося здешевити вироби при збереженні того ж ефекту золоченої шкіри. Шалена популярність золочених шкір (та їх вдалих імітацій) призвела до моди декорувати стандартизованими шкірами стіни багатих осель. Моду підживлювало те, що вони заміняли більш коштовні килими та арраси, але їх виготовлення було менш трудомістким та відносно швидким. Золочені шкіри справляли враження багатства і розкошів як і коштовні дамаські тканини, розшиті золоченими нитками.

## Золочені шпалери у Нідерландах

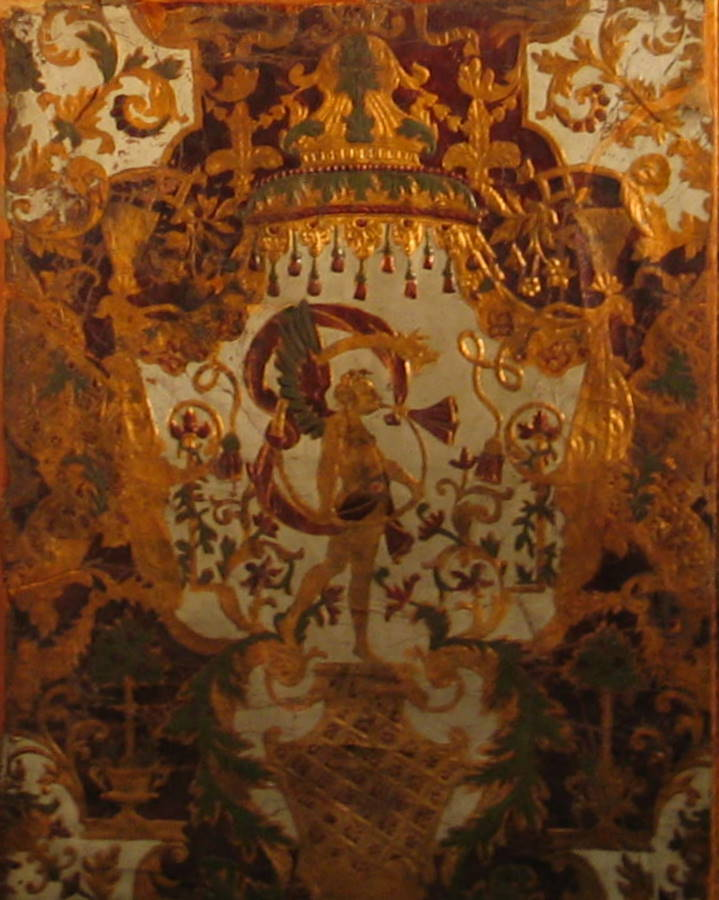
Зразок золочених шпалер з міста Мехелен.

Золочені шкіряні шпалери отримали поширення в географічно близьких до Іспанії Нідерландах, до того ж вони тривалий час перебували у складі Іспанської імперії. Перш за все вони мали поширення у Брабанті та Фландрії. Особливо виділялись центри виготовлення шкіряних шпалер у нідерландських містах Гент, Брюссель, у відкритих тоді до всіх новацій Антверпені та Мехелені в 15-16 сторіччях. В сімнадцятому сторіччі власні центри сформувались у містах Гаага, Мідделбург, Амстердам.
Новий поштовх до розквіту шкіряних і золочених шпалер в Нідерландах обумовило декілька нових факторів. В Іспанії на тлі утисків і гонінь арабомовних мешканців дійши до вигнання у 1492 р. з держави спочатку арабів, що не піддалися окатоличенню, а потім упорались з вигнанням у 1610 р. вже й морісків, що прийняли католицтво. Тому в Іспанії занепали всі центри виготовлення золочених шкір. Адже це було традиційне ремесло арабських ремісників. Ремісники з Іспанії масово переселилися у Нідерланди, в Італію, де виникають власні центри виготовлення золочених шкір і шпалер.
Навпаки, Нідерланди у 15—16 ст. переживали чергове піднесення власної культури, що прийшла до стилю бароко. Був вироблений цілий арсенал декоративних орнаментів ще в періоди північного відродження та маньєризму. Все це було перенесено і в стилістику бароко з виготовлення ювелірних виробів, аррасів та золочених шпалер.
Пошуками нових технологій обробки шкір займався голландець Якоб Діркзон де Сварт. Він запропонував перенести на шкіри технології друкарства гравюр та книг. Це призвело до надзвичайного здешевлення виробництва та його значного прискорення. А кардинальними змінами стало використання всього арсеналу орнаментів періодів відродження, маньєризму та бароко. Образна складова голландських золочених шпалер ставала просто безмежною (рослини, герби багатих володарів і різні картуші, міфічні давньогрецькі чи давньоримські персонажі та архітектурні фрагменти, імітації рельєфів тощо.) Запропонована технологія де Сварта надавала можливість створити будь яку кількість накладу, що був лімітований лише кількістю шкіри на складах. Красу виробів підсилювало багатоколірне розфарбування.
Голландські вироби з золоченої шкіри мали шалений попит навіть за межами Голландії і дійшли з купецькими караванами до Московії та Японії на сході.
Як і більшість західноєвропейських виробів шкіряні шпалери пройшли через поширені стилі і були збагачені образними візерунками середньовіччя, відродження, бароко, рококо, шинуазрі. У вісімнадцятому сторіччі виробництво шкіряних шпалер занепадало.

## Шкіряні шпалери, відновлення в 19 ст
В другій половині 19 ст. на тлі капіталістичної промислової революції згадали і про золочені шпалери. Було відновлене їх виробництво при повторенні та копіюванні збережених зразків минулого. Але повних імітацій не вдавалося зробити, тому додавали власні візерунки та мотиви. Пришвидшення темпів життя і змін моди призвели до масового знищення декору бароко, рококо, раннього класицизму, серед якого опинились і поруйновані інтер'єри зі шкіряними шпалерами. Вже в 20 ст. їх почали вивчати, збирати, передавати в музеї, навіть коли це були жалюгідні залишки. Був етап, коли вироби зі шкіри були виштовхнуті на узбіччя моди і використання, позаяк увага і купівлеспроможність споживачів підігрівалась новітніми паперовими шпалерами, здешевленою порцеляною, фаянсом та керамікою, здешевленими прикрасами навіть з кольорового пластику та непотребу в 20 ст.

## Шкіряні шпалери на початку 20 ст
Шкіряні шпалери, не обов'язково золочені, були відновлені як декор багатих осель в 20 ст. Імперіалізм, його зажерливість та прагнення заробити якомога більше грошей, призводило до промислового винищення диких і свійських тварин, аби отримати натуральну сировину (шкіри). Удосконалили й їх обробку новітніми верстатами, друком, створенням різноманітних візерунків, що імітували фактури шкір диких тварин, змій, леопардів тощо. Дійшло до того, що звернули увагу на морських та океанських мешканців, особливо на шкіри хвостоколових, окремі зразки котрих досягають чотирьох-дев'яти метрів.

## Новітні перспективи
Нові ризики західноєвропейської цивілізації (знищення лісів, парниковий ефект, винищення великих за розмірами ссавців, виникнення мегаполісів і значне скорочення ділянок дикої природи, де мешкають дикі тварини, засвоєння цілинних земель, знищення чи забруднення всіх річок і озер, а на початку 21 ст. вже й океанів) повертають людство до збереження вже залишків дикої природи. Колись поширені натуральні золочені шпалери цілком можуть бути замінені та шпалери-імітації будь якого розміру та будь якого декору з новітніх штучних матеріалів. Доба розтратних, нищівних технологій минулого повинна нарешті припинитись.

## Галерея

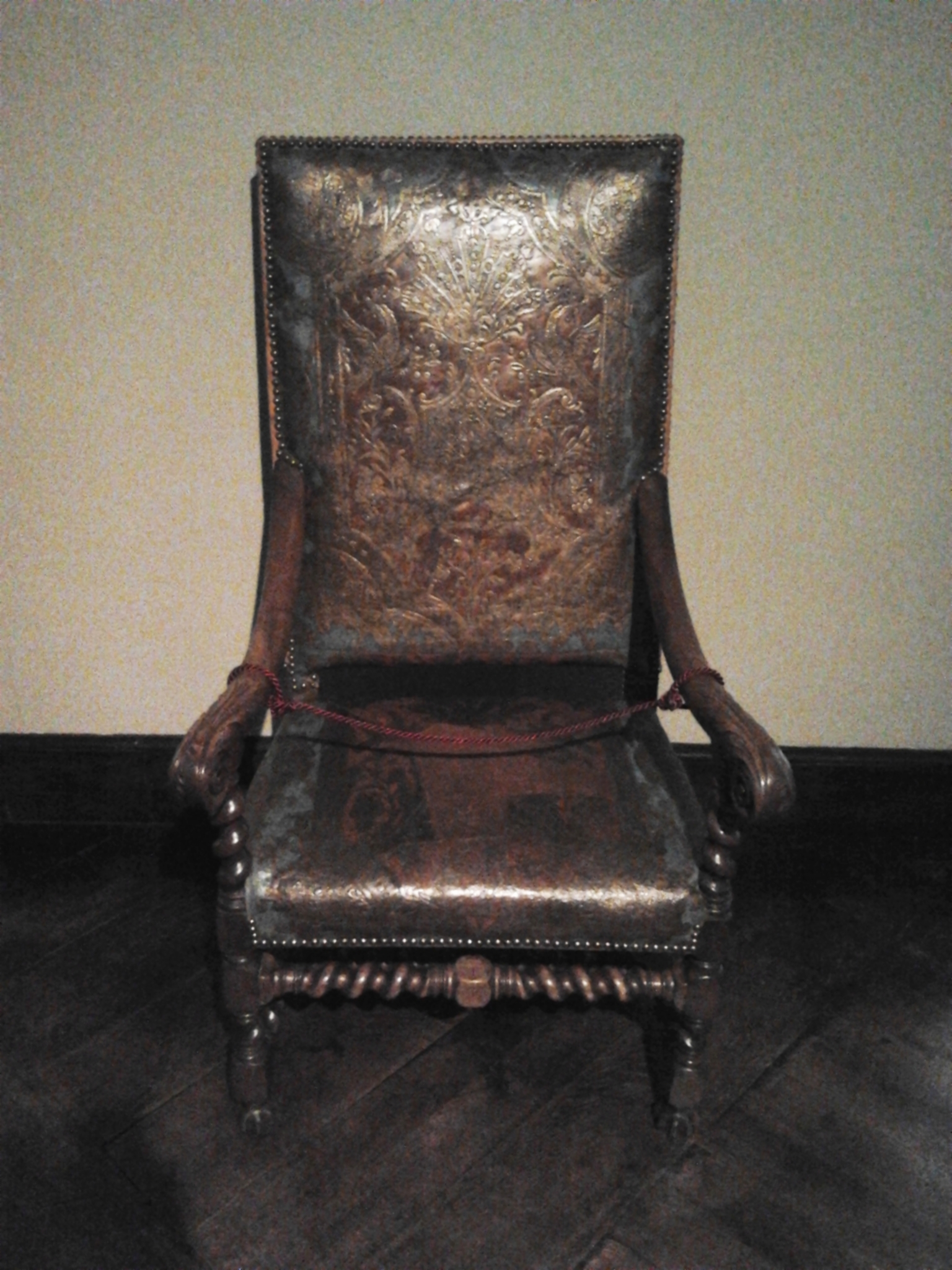
Крісло з кордовською декоративною шкірою, остання чверть 17 ст.
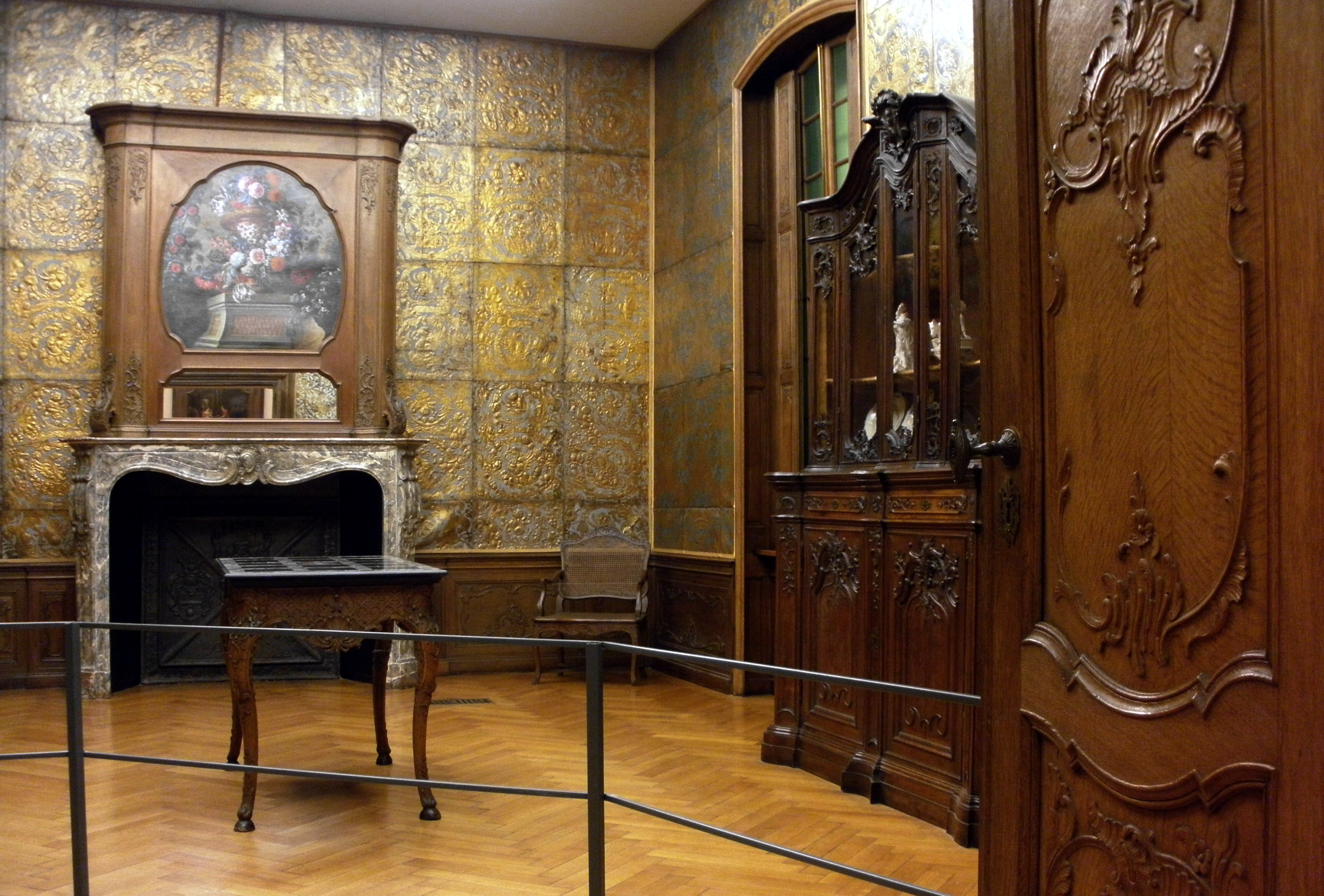
Королівський музей мистецтв та історії, Брюссель. Зразок золочених шпалер
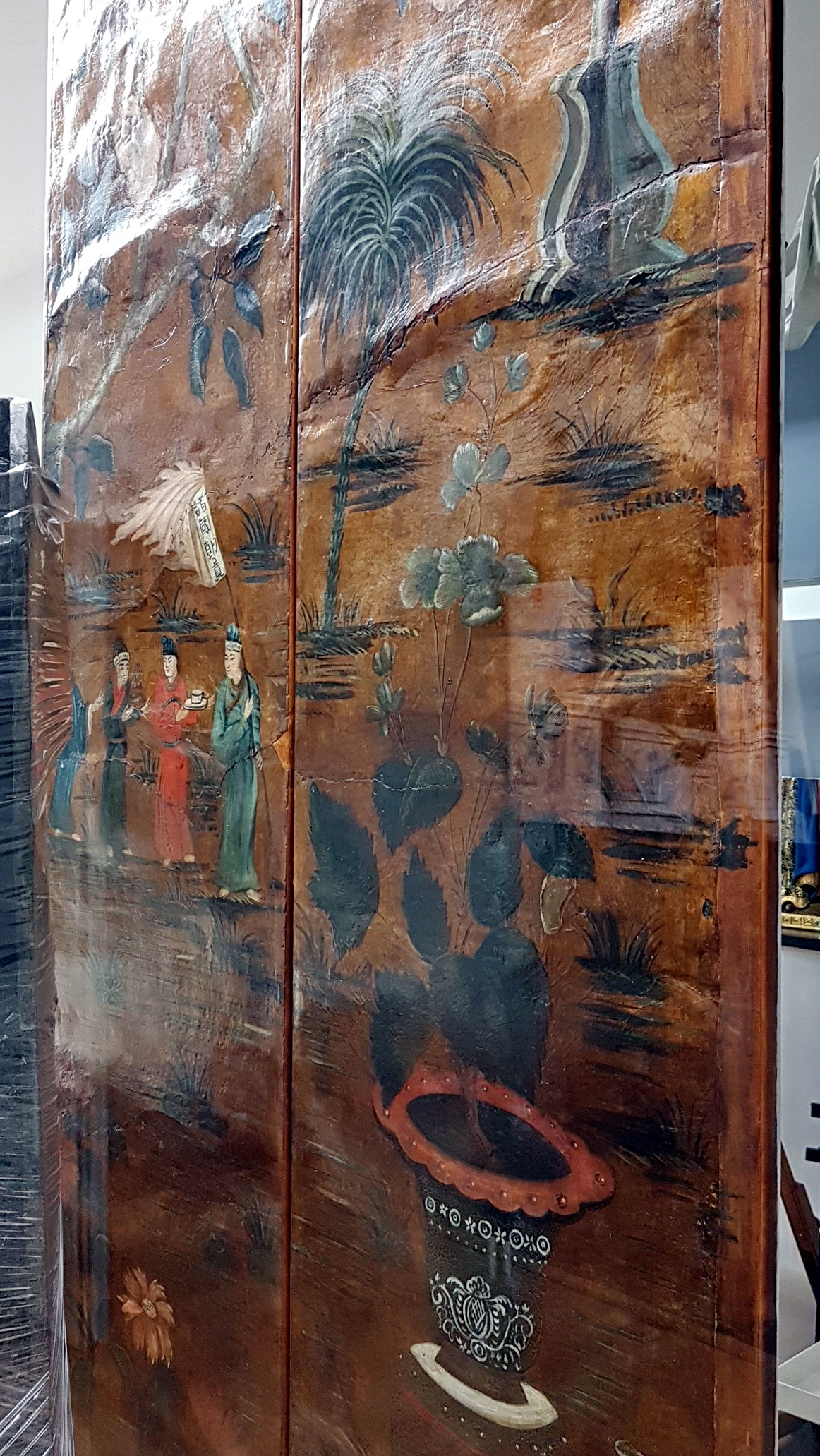
Шкіряні шпалери в стилі шинуазрі, Воннефантен музей, Нідерланди
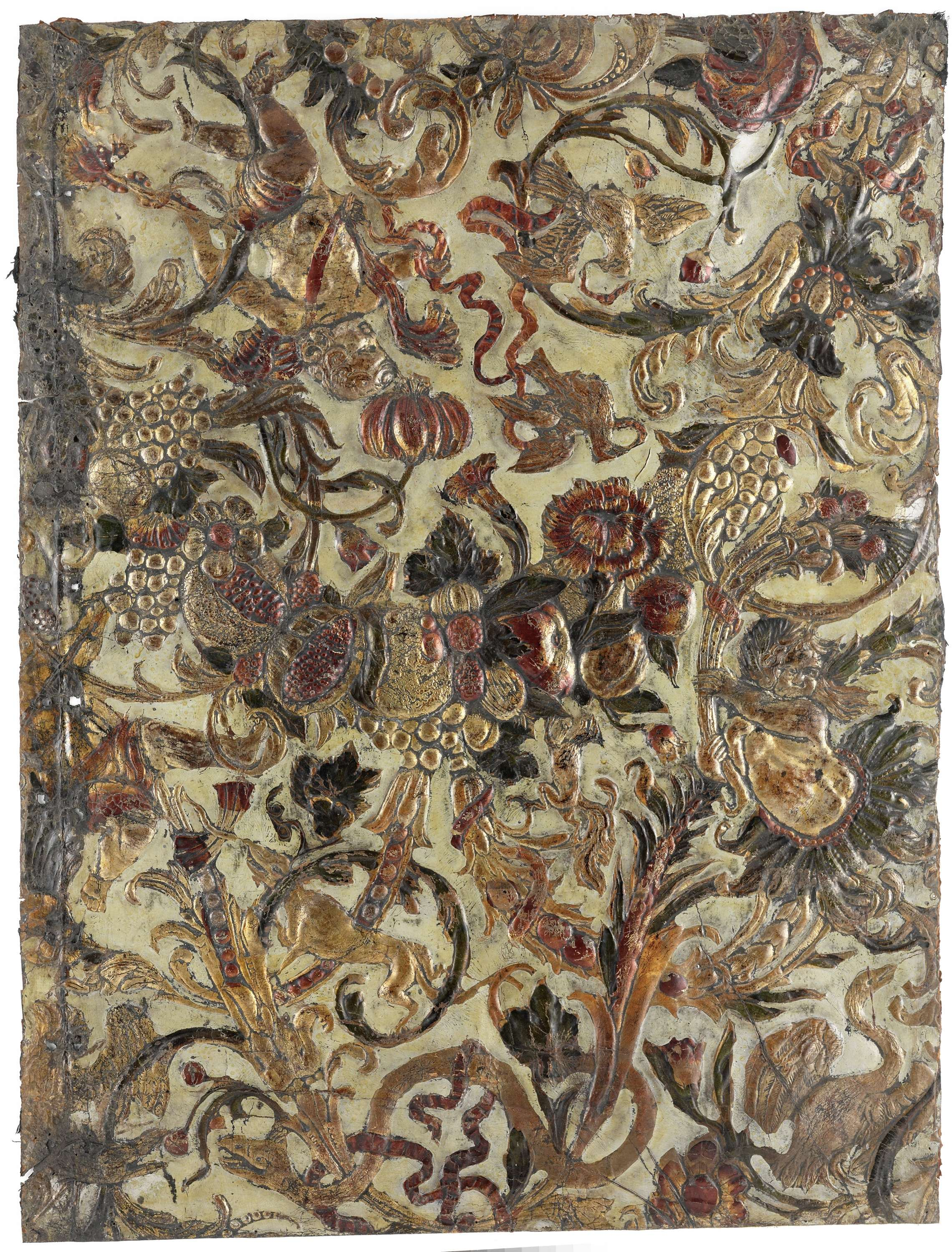
Зразок шкіряних шпалер доби пізнього бароко, бл. 1660 р. Державний музей(Амстердам), Нідерланди